# نينجا غايدن 2: فوضى سيف الظلام
نينجا غايدن II: فوضى سيف الظلام (بالإنجليزية: Ninja Gaiden II: The Dark Sword of Chaos)‏ (باليابانية: 忍者龍剣伝 II 暗黒の邪神剣) ، هي لعبة إلكترونية من نوع لعبة المنصات، أنتجت شركة تيكمو سنة 1990م، وتعد الجزء الثاني من سلسلة نينجا غايدن.

## تسمية الإصدارات
- Ninja Gaiden II: The Dark Sword of Chaos Instruction Manual. تيكمو. 1990. NES-NW-USA.
- "Ninja Gaiden II Strategy Guide". نينتندو باور. ريدموند (واشنطن): نينتندو ع. 15. أغسطس 1990.
- Tecmo (مايو 1990). Ninja Gaiden II: The Dark Sword of Chaos. Tecmo.

## وصلات خارجية
- Ninja Gaiden II: The Dark Sword of Chaos على موبي غيمز
- Ninja Gaiden II: The Dark Sword of Chaos at OverClocked ReMix
- Tecmo's Koei America's Website